# ياسوهيرو ساتو
ياسوهيرو ساتو (باليابانية: 佐藤康弘؛ بالكانا: さとう やすひろ) هو لاعب كرة قاعدة ياباني، ولد في 25 يوليو 1967 في توتشيغي في اليابان.

## وصلات خارجية
- ياسوهيرو ساتو على موقع أوليمبيديا (الإنجليزية)